# Tan Dun
Tan Dun (pinyin: Tán Dùn, 譚盾 (谭盾）)) (Si Mao, Changsha, Hunan, 1957) é um compositor de música clássica contemporânea chinês, conhecido por compor as bandas sonoras dos filmes O Tigre e o Dragão e Herói, bem como por ter sido o autor da música utilizada para a transmissão de O Dia do Milénio (2000 Today) e da música utilizada durante a Cerimónia de Abertura dos Jogos Olímpicos de Verão de 2008.

## Primeiros anos na China
Tan Dun nasceu na aldeia de Simaonae, Changsha, província de Hunan, na República Popular da China. Quando era criança, vivia fascinado pelo papel do shimaon da sua aldeia, que levava a cabo rituais e cerimónias, frequentemente com música feita com objetos orgânicos, como pedras e água. No entanto, como criança em plena Revolução Cultural, viu estas práticas serem consideradas "retrógradas" e mal vistas, tendo sido enviado para plantar de arroz numa comuna pelo governo.
Tal, porém, teve pouco efeito na sua afinidade pela música. Criou o seu próprio grupo musical, formado por camponeses da aldeia tocando tudo o que podiam, por vezes mesmo panelas e tachos. Foi a partir destes camponeses que começou a aprender a tocar instrumentos de corda tradicionais da China.
A sua saída da comuna chegou na forma de uma companhia itinerante patrocinada pelo governo da Ópera de Pequim. Quando um ferryboat cheio de artistas intérpretes naufragou perto da comuna, matando vários deles, Tan foi contratado pela companhia e saiu da comuna. Daí passou para o Conservatório Central de Música em Pequim e estudou com músicos como Tōru Takemitsu, que influenciou fortemente a sua musicalidade e o seu sentido de estilo musical.
Venceu um Oscar pela banda sonora de O Tigre e o Dragão.

## Obras
- 2000 Today, A World Symphony For The Millennium (1999)
- Concerto para piano "O Foo" (2008)
- Sinfonia da Internet "Heroica" (2008)
- Paixão da Água, segundo São Mateus (2012)

### Óperas
- Marco Polo, com libreto de Paul Griffiths e estreada na Bienal de Munique em 7 de maio de 1996, premiada com o Prémio Grawemeyer de 1998 de composição musical. A ópera também foi levada à cena pela De Nederlandse Opera em Amesterdão em novembro de 2008.
- Peony Pavilion, baseada num texto de Tang Xianzu estreada no Wiener Festwochen, em Viena, em 12 de maio de 1998.
- Tea: A Mirror of Soul, com libreto de Tan e Xu Ying, encomendada pelo Suntory Hall em Tóquio, Japão e estreada aí em 22 de outubro de 2002. A ópera teve estreia nos Estados Unidos em 21 de julho de 2007 na Ópera de Santa Fé em Santa Fé (Novo México).
- The First Emperor, estreada em 21 de dezembro de 2006 na cidade de Nova Iorque, na Metropolitan Opera, que tinha encomendado a obra, com direção do compositor. O libreto, obra de Tan e Ha Jin, baseia-se na vida do primeiro imperador da China, Qin Shi Huang, que unificou o país e construiu uma primeira versão da Grande Muralha. A produção correspondeu ao diretor Zhang Yimou. Plácido Domingo cantou o papel titular, com Elizabeth Futral como filha do imperador e Paul Groves como o músico Gão Jianli. A ópera foi levada também à cena na Metropolitan Opera (de novo com Plácido Domingo no papel titular), dois anos mais tarde, e também se produziu na ópera de Karlsruhe, Alemanha.

### Bandas sonoras
- Don't Cry, Nanking (1995)
- O Tigre e o Dragão, ou Wo hu cang long (2000)
- Herói, ou Ying xiong (2002)
- The Banquet, ou Ye yan (2006)